# Dinea Gastronomie
Die Dinea Gastronomie GmbH war ein Unternehmen der Systemgastronomie an 61 Standorten in Deutschland. „Dinea“ waren Selbstbedienungsrestaurants in Galeria-Kaufhof-Kaufhäusern. Seit 27. Oktober 2021 firmiert das Unternehmen als Galeria Restaurant GmbH & Co. KG.
Die Gesellschaft wurde 1982 gegründet und hatte rund 1.200 Mitarbeiter. Der Markenname „Dinea“ wurde nach der Übernahme der Horten AG durch Kaufhof eingeführt, deren Restaurants zuvor unter den Namen „Bel-Terine“ (Kaufhof) und „bon appetite“ (Horten) auftraten.
Nach der Herauslösung aus der Metro Group ist sie seit 2010 wieder vollständig eine Tochterfirma der Galeria Kaufhof GmbH.
Der Geschäftsbereich Reisegastronomie mit 31 Axxe-Autobahnraststätten und 7 „Axxe-Motels“ wurde 2009 an die Tank & Rast übertragen.
Die Fusion von Karstadt und Galeria Kaufhof zu Galeria Karstadt Kaufhof zum 30. November 2018 führte im Laufe der Zeit auch zur Fusion der Systemgastronomien der jeweiligen Unternehmen. Le Buffet (Karstadt) und Dinea (Galeria Kaufhof) wurden zu einem einzigen Konzept zusammengeführt.